# Oxyna
Oxyna is een geslacht van insecten uit de familie van de boorvliegen (Tephritidae).

## Soorten
- Oxyna albipila Loew, 1869
- Oxyna aterrimaa (Doane, 1899)
- Oxyna flavipennis (Loew, 1844) - grote duizendbladboorvlieg
- Oxyna lutulenta Loew, 1869
- Oxyna nasuta Hering, 1936
- Oxyna nebulosa (Wiedemann, 1817) - margrietboorvlieg
- Oxyna obesa Loew, 1862
- Oxyna palpalis (Coquillett, 1904)
- Oxyna parietina (Linnaeus, 1758)
- Oxyna utahensis Quisenberry, 1949